# Piattaforma di trasporto e montacarichi

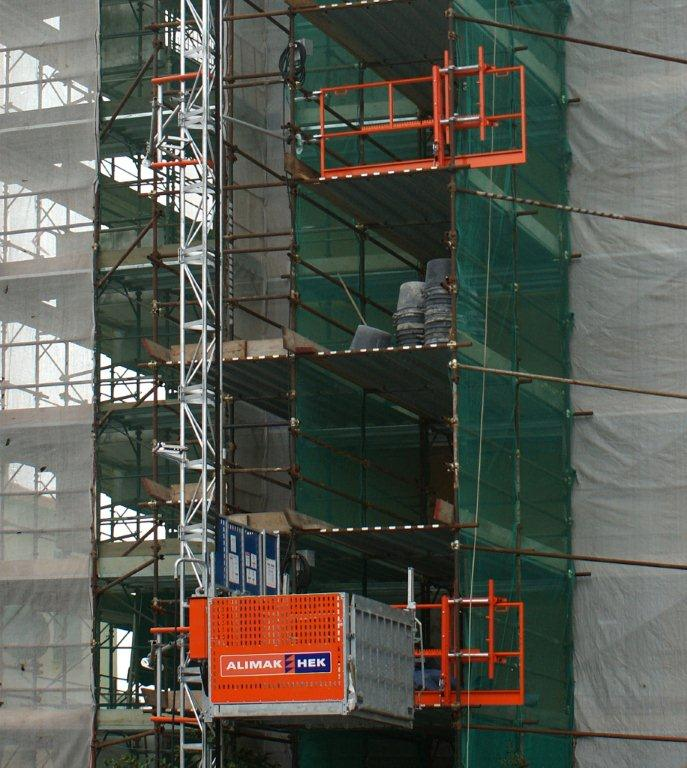
Piattaforma di Trasporto

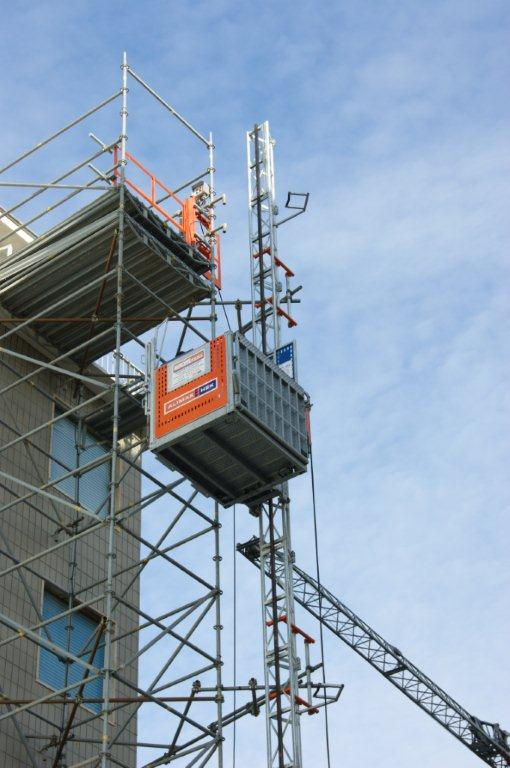
Montacarichi

Le piattaforme di trasporto e montacarichi sono macchine idonee per il trasporto verticale sia del personale sia dei materiali in un cantiere edile. Questa tipologia di attrezzature per il cantiere edile sono un sistema di sollevamento a pignone e cremagliera e rappresentano un'alternativa efficiente e sicura per l'accesso verticale rispetto ai sistemi tradizionali.
Le macchine hanno una diversa velocità di funzionamento a seconda della modalità prevista:
- Piattaforma di trasporto per persone e materiali: 12 m/min;
- Montacarichi per soli materiali: 24 m/min.